# 佐治·寶雲·史密夫
（1823年5月22日—1879年9月18日）是一位美國律師、民主黨政治家。他是威斯康辛州第四任總檢察長，以及威斯康辛州麥迪遜市第三任和第十六任市長。

## 法律與政治生涯
史密斯於1843年獲得威斯康辛領地南港（今威斯康辛州基諾沙）聯邦律師資格。1845年，他搬到領地首府麥迪遜，並於 1846年1月被任命為戴恩縣地區檢察官。他一直擔任這一職務直到1852年。他被選為代表戴恩縣參加1846年威斯康辛州制憲會議。
史密斯於1853年被選為威斯康辛州總檢察長，任期為1854年至1856年。1855年，他拒絕了重新提名。卸任後，他捲入了1855年威廉·奧古斯都·巴斯托欺詐連任的醜聞。
隨後，他於1858年至1861年間擔任麥迪遜市長。他於1859年、1864年和1869年代表該市參加威斯康辛州眾議院。民主黨選他為候選人，在1864年和1872年競選該選區的國會席位，但他兩次都未能獲勝。史密斯也是1869年民主黨參議員候選人，但輸給了馬修·黑爾·卡彭特。
1876年，他幫助監督路易斯安那州1876年總統選舉中的選舉人票拉票工作。1878年4月，他再次被選為麥迪遜市長，並一直任職到1879年他在麥迪遜去世前幾個月。

## 個人生活和教育
史密斯出生於紐約州帕爾馬角，父母是魯本·史密斯和貝齊·佩奇·史密斯。他的母親在他出生十週後去世。他的家人於1825年搬到俄亥俄州克利夫蘭，然後於1827年搬到俄亥俄州梅迪納。史密斯在麥地那和克利夫蘭跟隨律師學習法律，然後在1843年隨父親搬到威斯康辛州。
史密斯於1844年與尤金妮亞·威德結婚。他們育有五個孩子，其中兩個活到成年：詹姆斯和安娜。

## 外部連結
- 佐治·寶雲·史密夫在The Political Graveyard
- 在Find a Grave上的佐治·寶雲·史密夫